# Krzesło numer 14

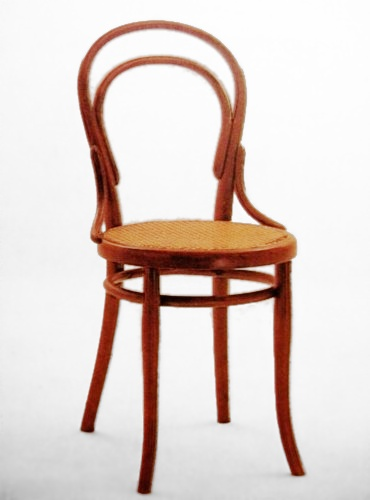
Michael Thonet – Krzesło nr 14 (produkcja współczesna)

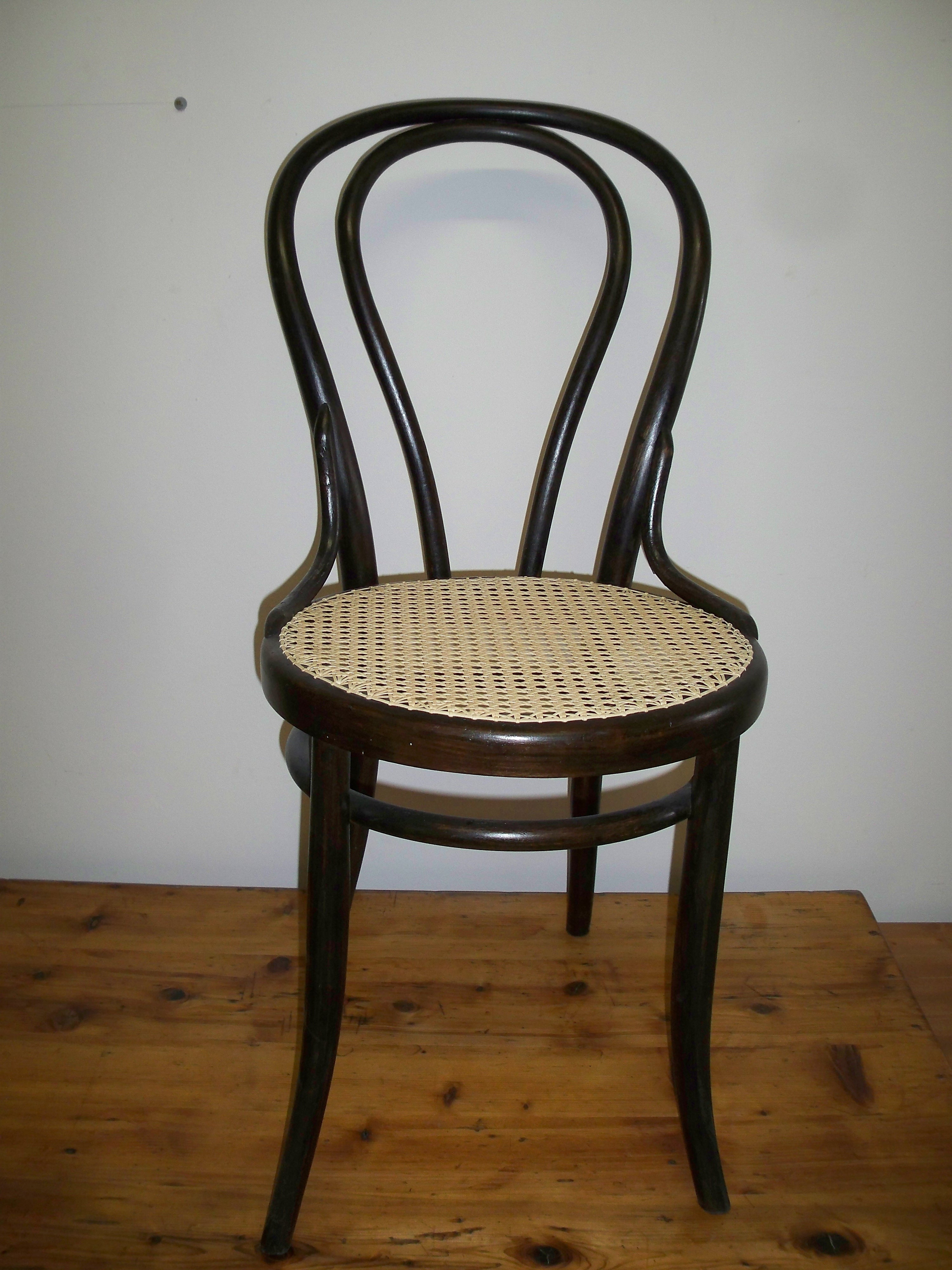
Krzesło Thoneta numer 18 – produkcja współczesna

Krzesło numer 14 – jedno z najbardziej rozpoznawalnych i dostępnych krzeseł o konstrukcji giętej w historii wzornictwa przemysłowego. Produkowane przez markę Gebrüder Thonet w Europie (Cesarstwo Austrii, obecnie teren Austrii) od 1859 r. Autorstwo konceptu przypisuje się Michaelowi Thonetowi. Projekt krzesła stanowił odpowiedź na zapotrzebowanie na tanie i uniwersalne krzesło. Inne nazwy – „krzesło bistro”, wraz z modelem numer 18 określane mianem „krzesła popularnego”.

## Początki produkcji
Michael Thonet pracował nad technikami parowego gięcia drewna od lat trzydziestych XIX wieku. Pierwsze szkice nr 14 powstały w latach '50. Rzemieślnik stosował metodę wykonywania szeregu modeli elementów i gotowego wyrobu. Pierwotnie krzesło 14, oraz będące przypuszczalnie wzorem wcześniejszym krzesło nr 8, Thonet wytwarzał z giętych hydrotermicznie i klejonych pasków obłogów bukowych. W wersji znanej do dziś krzesło 14 gięto z sześciu pałąków z masywu drzewnego. Model został po raz pierwszy uwieczniony na afiszu reklamowym Braci Thonet z 1859 roku. Co najmniej część testów produkcji seryjnej i pierwotna produkcja wielkoseryjna rozpoczęła się w Koryczanach, dokąd Thonet udał się w 1856 r. w celu założenia pierwszej fabryki. Teren zakładowy został przejęty od dotychczasowego dostawcy surowca Thonetów. Dostępność drewna bukowego należała w późniejszych latach do głównych wymogów stawianych nowym lokalizacjom fabryk. Produkcja numeru 14 na szeroką skalę rozwijała się w latach '60 oraz '70 XIX wieku. 

## Geneza stylistyczna
Część badaczy meblarstwa wiedeńskiego wskazuje na podobieństwa elementów krzeseł Thoneta do wyrobów fabrykanta Josefa Ulricha Danhausera. W posiadaniu Muzeum Sztuki Użytkowej w Wiedniu znajduje się tapicerowane, niskie stolarskie krzesło z 1825 roku z klejonym oparciem przypominającym nieco wzór numer 8 Thoneta. Ten różnił się od „14” wykonaniem tylnych nóg – oparcia, a także obręczy siedziska z klejonych pasków forniru. Tym samym „ósemka” należała do wyrobów bardziej pracochłonnych. Meble Danhausera należały jednak do niegiętych wyrobów historyzujących.

## Cechy konstrukcji
„14”, podobnie jak większość pozostałych mebli drewnianych Gebrüder Thonet, wytwarzano z drewna bukowego. Mebel montowano z 6 elementów drewnianych: nogi tylnej - oparcia, dwóch nóg przednich, pałąka oparciowego, obręczy łączącej nogi oraz obręczy siedziska. Pierwotnie „numer 14” posiadał deseczkę siedziskową ze sklejki, w późniejszym czasie dostępne stało się również siedzisko wyplatane trzciną, następnie również innymi materiałami plecionkarskimi. Do montażu elementów służyły wkręty i śruby. Jedynie nogi przednie osadzano w siedzisku na tradycyjne czopowe połączenia kształtowe. Bracia Thonet oferowali mebel w kilku wariantach kolorystycznych, wykończony lakierem lub politurą, z różnymi motywami wypalanymi na deseczce siedziskowej. Klienci mogli również zamówić dedykowaną plakietkę lub etykietę.
W latach 1860–1930 sprzedano ponad 50 milionów (niektórzy podają, że było to 70 milionów) sztuk krzeseł.
Krzesła te produkowane są współcześnie (stan na 2019) także w Polsce np. w Jasienicy k. Bielska-Białej i w Radomsku.